# Philipp Karl von Fürstenberg
Philipp II. Karl Landgraf von Fürstenberg (* 15. März 1669; † 14. Februar 1718) war Bischof von Lavant von 1708 bis 1718.

## Leben
Er entstammte der landgräflichen Linie des Fürstenhauses Fürstenberg und war Domherr zu Straßburg, Köln und Salzburg. Am 11. April 1708 wurde er vom Salzburger Erzbischof Franz Anton von Harrach zu Rorau zum Bischof von Lavant ernannt, am 1. Mai 1709 zum Priester geweiht und am 1. Juni 1709 zum Bischof geweiht. 